# Miraculous Mule
Miraculous Mule est un groupe de rock britannique, originaire d'Angleterre.

## Biographie
Miraculous Mule est composé de Ian Burns (batterie, voix) et de deux frères, Michael J. Sheehy (guitare, voix) et Patrick McCarthy (basse, voix). Michael J. Sheehy est un ancien membre des Dream City Film Club, des Hired Mourners, et Saint Silas Intercession.
Le groupe sort un premier EP éponyme, comportant six titres, chez Stag-O-Lee en 2011. Leur deuxième opus, intitulé Deep Fried, est sorti à l'automne 2013 chez Bronze Rat Records ; il comporte dix titres,. Il est à noter que la photo utilisée pour la pochette du disque provient de Wikimedia Commons : il s'agit d'une photographie prise en 1946 par Russell Lee lors d'une cérémonie religieuse dans le Kentucky.
Miraculous Mule joue sur guitares et basses Höfner. Le groupe se produit régulièrement dans son pays d'origine. En février et mars 2014, une tournée de 17 concerts l'a conduit dans l'ouest de l'Europe continentale (France, Belgique, Pays-Bas, Allemagne, Suisse). En octobre 2014, à l'occasion de la sortie de leur nouveau disque de huit titres, intitulé Blues Uzi, le groupe effectue une nouvelle tournée française.
En 2017, le groupe publie son nouvel album studio, intitulé Two Tonne Testimony,.

## Discographie
- 2011 : Miraculous Mule (Stag-o-Lee)
- 2013 : Deep Fried (Bronze Rat)
- 2014 : Blues Uzi (Bronze Rat)
- 2017 : Two Tonne Testimony